# Louis Schaub
Louis Schaub (* 29. Dezember 1994 in Fulda) ist ein österreichisch-deutscher Fußballspieler. Der Mittelfeldspieler steht seit der Saison 2024/25 beim SK Rapid Wien unter Vertrag. Schaub spielt vorwiegend im offensiven Mittelfeld, kann aber auch als Rechtsaußen oder hängende Spitze eingesetzt werden. Er ist seit 2016 österreichischer Nationalspieler.

## Kindheit
Louis Schaub ist der Sohn einer Österreicherin und des deutschen Fußballspielers Fred Schaub (u. a. tätig bei Eintracht Frankfurt, Borussia Dortmund, Hannover 96, SC Freiburg und VfB Admira Wacker Mödling). Er kam in Fulda zur Welt, als sein Vater in Hessen für einen Amateurverein aktiv war. Mit vier Jahren zogen die Eltern nach Österreich. Als er acht war, starb sein Vater bei einem Autounfall auf der A 7 bei Fulda; Louis Schaub überlebte, wurde allerdings verletzt.

## Karriere

### Verein
Schaub begann seine Karriere beim VfB Admira Wacker Mödling. 2007 wechselte er zum SK Rapid Wien, in dessen Jugendabteilung er spielte. 2011 wurde er in den Kader der zweiten Mannschaft unter Trainer Zoran Barišić für die Regionalliga Ost berufen. Sein Debüt für die Amateure Rapids gab er am 9. August 2011 im Spiel gegen den SC Neusiedl am See. Schaub wurde in der 83. Minute für Ferdinand Weinwurm eingewechselt; das Spiel wurde 2:1 gewonnen. In dieser Saison kam Schaub auf weitere 22 Einsätze und erzielte vier Tore.
Anfang der Saison 2012/13 holte der Trainer der ersten Mannschaft, Peter Schöttel, den jungen Mittelfeldspieler in den Kader der Bundesligamannschaft. Sein Debüt gab Schaub am 18. August 2012 im Spiel gegen den SK Sturm Graz in der Startelf und wurde in der 60. Minute für Lukas Grozurek ausgewechselt. Das Spiel im Gerhard-Hanappi-Stadion wurde 3:0 gewonnen.
2013 absolvierte er in der Europa League sein internationales Debüt. Dabei erzielte er zwei Tore gegen Asteras Tripolis und je ein Tor in den beiden Play-off-Spielen gegen Dila Gori.
In der Saison 2015/16 scheiterte Rapid knapp an der Qualifikation zur UEFA Champions League, jedoch erzielte Schaub zwei Treffer gegen Ajax Amsterdam. Die Gruppe E der UEFA Europa League gewann er mit Rapid. In bisher 23 Spielen in den europäischen Wettbewerben traf der Mittelfeldspieler 13-mal und verdiente sich den Spitznamen „Euro-Louis“.
Zur Saison 2018/19 wechselte Schaub zum Bundesligaabsteiger 1. FC Köln. Mitte Mai 2018 unterschrieb er einen bis 2022 laufenden Vertrag. Beim 2:0-Auswärtssieg gegen den SV Sandhausen am 21. September 2018 traf Schaub erstmals für Köln in der 2. Liga. Sein zweiter Ligatreffer, der Treffer zum zwischenzeitlichen 7:1 beim 8:1-Heimsieg gegen Dynamo Dresden am 10. November 2018, wurde zum Tor des Monats November 2018 gewählt. Mit Köln stieg er am Saisonende in die Bundesliga auf.
Anfang Jänner 2020 wurde der Österreicher nach 11 absolvierten Pflichtspielen für Köln (2 Tore, ein Assist) bis zum Saisonende an den Zweitligisten Hamburger SV verliehen. Unter dem Cheftrainer Dieter Hecking kam er bis zur Saisonunterbrechung aufgrund der COVID-19-Pandemie in allen 7 Spielen stets in der Startelf zum Einsatz. Nachdem der Spielbetrieb nach rund 2 Monaten mit Geisterspielen wieder aufgenommen worden war, kam er lediglich in 5 der letzten 9 Spiele zum Einsatz (einmal von Beginn) und stand bei den letzten beiden Spielen gar nicht mehr im Spieltagskader. Der HSV verpasste wie in der Vorsaison auf dem 4. Platz den Wiederaufstieg, woraufhin Schaub den Verein mit seinem Vertragsende verließ.

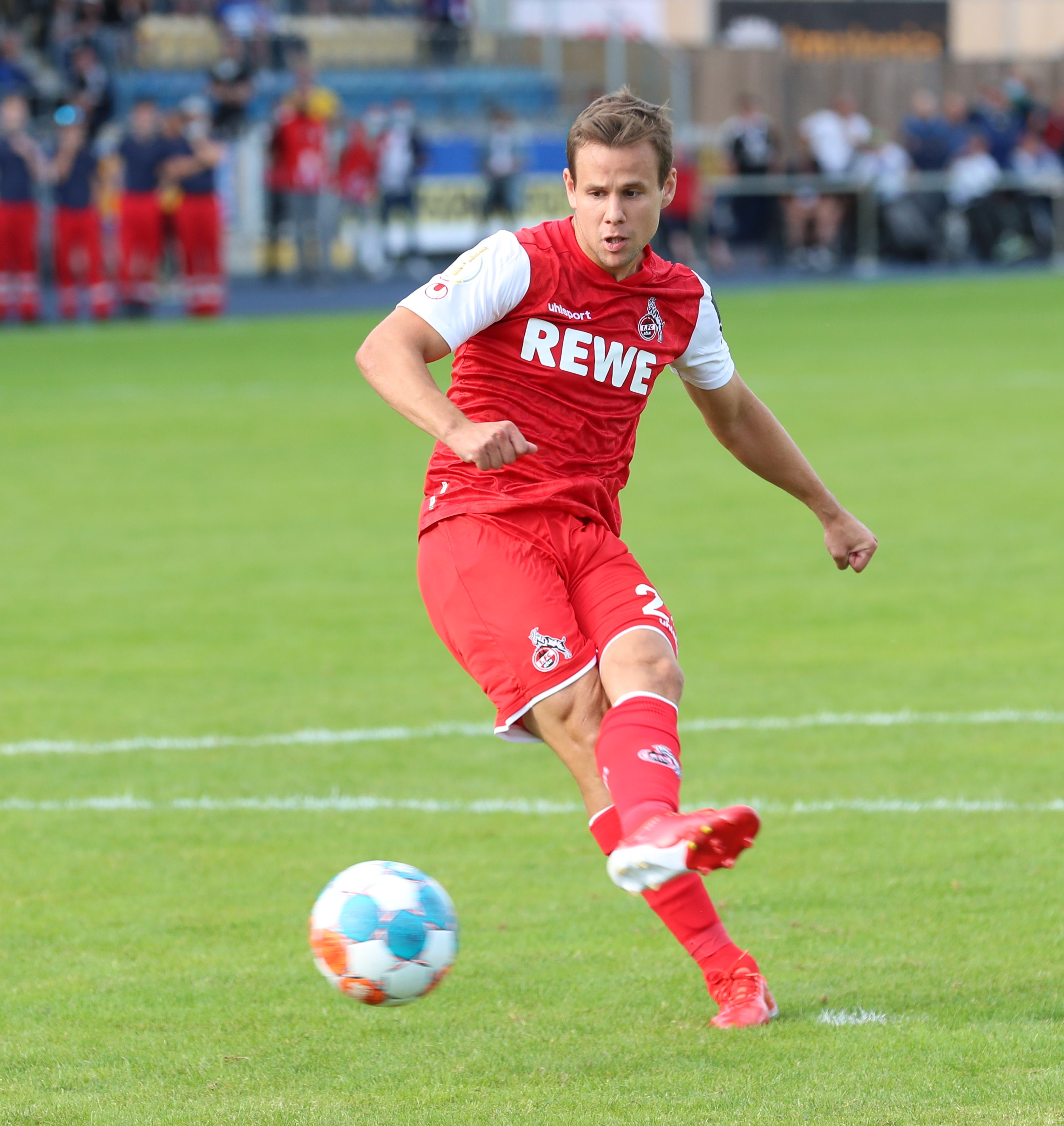
Louis Schaub im Trikot des 1. FC Köln (2021)

Zur Saison 2020/21 kehrte er zunächst nach Köln zurück, wo er jedoch keine Rolle spielte. Daher wurde er im September 2020 ein zweites Mal verliehen, diesmal an den Schweizer Erstligisten FC Luzern. Bis zum Ende der Leihe kam er zu 32 Einsätzen in der Super League, in denen er acht Tore erzielte. Mit zehn Assists war Schaub außerdem der zweitbeste Passgeber der Liga. Dank eines guten Schlussspurts erreichte er mit Luzern noch den 5. Tabellenplatz in der Liga und sicherte sich mit den Schweizern den Cupsieg 2021 – der erste Titel für den Verein seit 29 Jahren.
Zur Saison 2021/22 kehrte er wieder nach Köln zurück und kam dort 28 Mal in der Bundesliga zum Einsatz, zumeist allerdings von der Bank aus. Nach der Saison wurde sein auslaufender Vertrag nicht mehr verlängert.
Zur Saison 2022/23 wechselte der Offensivspieler zum Zweitligisten Hannover 96, bei dem auch sein Vater bereits von 1983 bis 1986 gespielt hatte. Für Hannover kam er in zwei Saisonen zu insgesamt 54 Zweitligaeinsätzen, in denen er neunmal traf.
Zur Saison 2024/25 kehrte Schaub zum SK Rapid zurück, bei dem er einen bis 2028 laufenden Vertrag erhielt.

### Nationalmannschaft
International absolvierte Schaub einige Spiele für die österreichische U-16-, U17- und U19-Nationalmannschaft. Für die U19 bestritt er neun Spiele; zuletzt in der Qualifikation zur U19-EM 2013, bei der Österreich knapp scheiterte. Von 2013 bis 2016 spielte er in der U21 unter Teamchef Werner Gregoritsch.
Im August 2016 wurde Schaub von Teamchef Marcel Koller erstmals in den Kader der österreichischen Fußballnationalmannschaft berufen. Am 6. Oktober 2016 im Spiel der österreichischen Auswahl gegen Wales, das 2:2 endete, gab Schaub sein Debüt, als er in der 87. Minute für Marko Arnautović eingewechselt wurde. Am 5. September 2017 erzielte er beim 1:1 im WM-Qualifikationsspiel gegen Georgien bei seinem dritten Länderspiel sein erstes Tor für die A-Nationalmannschaft. Im Mai 2021 wurde er in den vorläufigen Kader Österreichs für die EM 2021 berufen und schaffte es schlussendlich auch in den endgültigen Kader, mit dem er bis zum Achtelfinale kam. Während des Turniers kam er zu einem Kurzeinsatz.

## Privates
Am 22. August 2017 wurde Schaub Vater eines Sohnes.

## Titel und Erfolge

### 1. FC Köln
- Deutscher Zweitliga-Meister: 2019

### FC Luzern
- Schweizer Cup: 2020/21

### Auszeichnungen
- Krone-Fußballer des Jahres: 2017, 2018
- Tor des Monats: November 2018